# Pizarra
Pizarra ist eine Kleinstadt und eine Gemeinde (municipio) mit 10.177 Einwohnern (Stand: 2024) in der Provinz Málaga in der Autonomen Region Andalusien im Süden Spaniens. 

## Geographie
Die Gemeinde liegt etwa 30 Kilometer von Málaga entfernt. Sie befindet sich im Zentrum der Provinz und gehört zur Comarca Valle del Guadalhorce. Sie grenzt im Norden an die Stadt Álora, im Süden an Cártama, im Westen an Casarabonela und im Südosten an Coín. Die Gemeinde hat mehrere Ortsteile.

## Geschichte
Der Ort wurde erstmals im 15. Jahrhundert zur Zeit der Katholischen Könige erwähnt.

## Bevölkerungsentwicklung
| 1842  | 1900  | 1950  | 1980  | 1990  | 2000  | 2010  | 2020  |
| ----- | ----- | ----- | ----- | ----- | ----- | ----- | ----- |
| 1.496 | 3.556 | 5.005 | 5.934 | 6.426 | 6.874 | 9.099 | 9.607 |

## Wirtschaft
In der Gemeinde werden Obst, Gemüse und Zitrusfrüchte angebaut.